# Y'all
 (juin 2020).

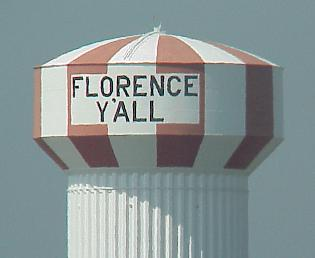
La Florence Y'all Water Tower de Florence dans le Kentucky.

Y'all est, en anglais, une contraction de you (« vous ») et de all (« tous »). Il est généralement utilisé comme un pronom pluriel à la deuxième personne. Y'all est le plus souvent associé avec l'argot de l'anglais du sud des États-Unis.